# Mercede Basket Alghero
La Mercede Basket Alghero és el principal club de bàsquet femení de l'Alguer i del nord de Sardenya. Juga a la  Sèrie B. El club també té el sector masculí que, del 2005 al 2007, va jugar a la  Sèrie C.

## Història
La Mercede Basket Alghero es va fundar el 1977 sota la presidència de Vittorio Corbia, que va rebre el nom de l'edifici municipal en què juga el primer equip els seus partits a casa. El 1992, després de la mort del president fundador, va prendre el seu lloc Luigi Enrico De Rosa, que va morir el febrer del 2015. Actualment, el càrrec l’ocupa el periodista Antonio Burruni, de 41 anys. La temporada 1997-1998, la Mercede Alghero entrenada per Roberto Cesaraccio va participar al campionat de la Sèrie B, tancant la primera fase regional en el 2n lloc de la classificació; posteriorment va participar tant a la promoció Poule com a les finals nacionals i finalment va aconseguir la promoció a la sèrie A2. El campionat 1998-1999, disputat a la Sèrie A2, va veure com l'equip sard entrenat per Roberto Cesaraccio va descendir a la Sèrie B després d'haver tancat la temporada regular al darrer lloc de la classificació.
El 1999-2000 la Mercede, entrenada per Giorgio Fioretto, va jugar a la Sèrie B: 1r lloc després de la primera fase regional, 2n lloc després de la promoció de Poule junt amb Sant'Orsola Sassari a 4 punts CUS Càller que va participar en les finals nacionals. El 2000-2001, amb Aldo Motzo al capdavant, va jugar al grup de la Sèrie B de Sardenya, acabant la temporada regular en el primer lloc de la classificació i després sent eliminat als playoffs pel Palestrina ; durant l'estiu del 2001, la Mercede Alghero fou repescada de la Sèrie A2 en lloc del Pallacanestro Femminile Varese.
Des de l'estiu del 2001 fins al 2003 (primer amb Francesco Lazzaro, després Antonello Muroni i finalment Massimo Romano a la banqueta) el club sard va jugar 2 campionats de la sèrie A2, que van acabar amb la salvació.
La temporada 2003-2004 amb Massimo Romano encara a la banqueta, després d'haver tancat la temporada regular al cinquè lloc de la classificació, el maig del 2004 va guanyar la històrica promoció a Serie A1. Durant la seva estada a la màxima divisió, van prendre gira a la banqueta Pietro Carlini, Manrico Vaiani, Miroslav Popov, Giorgio Barria i Francesco Palumbo) on va jugar fins a l'estiu del 2007, quan va quedar relegada a la Sèrie A2.
A la 2007-08, dirigida primer per Francesco Palumbo i després Giorgio Barria, va perdre el play-out contra Battipaglia i fou relegada a Sèrie B d'excel·lència. Tot i això, poques setmanes després d’aquest veredicte, l'històric club de bàsquet blanc-i-blau va organitzar el trasllat de la seu de l'equip que hauria d’haver participat a la Sèrie B d’excel·lència: Calik Pallacanestro Alghero, que amb l'operació de transferència de la seu central, prendrà el lloc de Virtus Viterbo a A2.
Va jugar el grup sud de la Sèrie A2 al 2008-09, amb l'entrenador Giuseppe Mulas al capdavant, té un rècord d'1-11, les coses milloren amb l'entrenador Giorgio Barria (rècord 7-7), però no n'hi ha prou i l'equip va descendir després del tercer partit dels play-out perduts a Alcamo (68-56) contra Gea Magazzini Basket Alcamo.
Al juliol de 2009, fou repescada a la Sèrie A2, Grup nord i gràcies al canvi de nom recupera el seu nom: A.S.D. Mercede Basket Alghero.
L'entrenador principal de la temporada  2009-10 va ser Andrea Carosi, ajudada pels assistents Giorgio Barria i Francesco "Ciccio" Barracu.
En la mateixa temporada, Mercede Alghero tanca la temporada regular al 12è lloc, l’últim lloc útil per als play-offs (a la temporada 2009-2010 els equips de la primera a la dotzena posició van participar en els playoffs). Als playoffs, La Mercede va arribar a la semifinal del seu grup per ascendir a la  Serie A1, perdent davant la formació corregional Virtus Cagliaril.
A la temporada  2010-11 Mercede, entrenada per Andrea Carosi, tanca primer la temporada regular en el vuitè lloc, disposa per última vegada d’accedir als playoffs d’ascens i després queda eliminada a la primera ronda de el play-off (quarts de final del grup nord de la Sèrie A2) per la Libertas Basket Bologna.

## Distincions
- Promoció a la Sèrie A1: 2004
- Promocions de la sèrie A2: 1998 i 2001

## Colors socials i símbol
Els colors socials de l’uniforme de joc Mercede Basket Alghero són dos, blau i blanc; el símbol present a l'emblema de la companyia, és una lletra blava M (majúscula) superposat a un bàsquet de colors taronja.

## Edifici
La Mercede Basket Alghero inicialment jugava a casa al gimnàs "'Giordo" i fora a la pista adjacent a l'església de Nostra Senyora de la Mercè. Actualment juga els seus jocs a casa dins del pavelló esportiu municipal "Vittorio Corbia" que té una capacitat de gairebé 100 places (per ser exactes, 99). Durant el segon campionat disputat a la sèrie A1 la temporada 2005-2006, Mercede va haver de jugar els jocs a casa al gimnàs municipal de Olmedo (capacitat de 510 seients), a causa de la ampliació de la derogació per part de Federbasket per permetre jugar partits interns al PalaCorbia amb una capacitat inferior a 500 seients, el mínim exigit per Federbasket per les competicions de les millors sèries nacionals de bàsquet femení.

## Plantilla des de la temporada 1997-98 fins avui
- 1997-1998: Mariella Anedda, Alessandra Brogiotti, Paola Cocco, Beatrice De Rosa, Paola Donadoni, Martina Madeddu, Miriam Ricciotti, Stefania Sanna, Michela Serra, Paola Vacca. Entrenador: Roberto Cesaraccio.
- 1998-1999: Simona Albertazzi, Mariella Anedda, Laura Barretta, Rosa Lia Biccardi, Alessandra Brogiotti, Paola Cocco, Paola Donadoni, Maria Valeria Ferraretti, Sharon Ferrari, Antonella Ledda, Francesca Macaluso, Martina Madeddu, Gessica Mlynarczyk, Silvia Oggiano, Chiara Perfetti, Barbara Renda, Miriam Ricciotti, Stefania Sanna, Rosalba Suffritti, Simona Tassara, Francesca Vagnoni. Entrenador: Roberto Cesaraccio.
- 1999-2000: Mariella Anedda, Alessandra Brogiotti, Paola Donadoni, Adele Napolitano, Silvia Oggiano, Nunzia Paparo, Elena Podda, Stefania Sanna, Francesca Vagnoni. Entrenador: Giorgio Fioretto.
- 2000-01: Mariella Anedda, Alessandra Brogiotti, Stefania Cossu, Sara Farris, Sara Gaspari, Antonella Ledda, Antonella Malfitano, Silvia Oggiano, Fabiana Pinna, Barbara Renda. Entrenador: Aldo Motzo.
- 2001-02: Alessandra Brogiotti, Stefania Cossu, Carla Derosa, Sara Farris, Sara Gaspari, Sara Marcaggi, Manuela Monticelli, Silvia Oggiano, Fabiana Pinna, Barbara Renda, Stefania Sanna, Mascia Vollero. Entrenador: Francesco Lazzaro ed Antonello Muroni.
- 2002-03: Vanesa Avaro, Francesca Bergante, Alessandra Brogiotti, Alessandra Ciminelli, Sara Gaspari, Barbara Gibertini, Marina Millanta, Manuela Monticelli, Maura Mureddu, Fabiana Pinna, Stefania Sanna, Ilaria Sivilli, Federica Spizzuoco, Benedetta Tilocca. Entrenador: Antonello Muroni i Massimo Romano.
- 2003-04: Nadia Battain, Valeria Busi, Sara Gaspari, Fabiana Galluccio, Sonia Iacono, Manuela Monticelli, Marina Millanta, Maura Mureddu, Sabrina Pacilio, Fabiana Pinna, Valentina Piroli, Laura Ponziani, Patrizia Tanda, Benedetta Tilocca. Entrenador: Massimo Romano.
- 2004-05: Nadia Battain, Milka Bjelica, Flávia de Souza, Sara Farris, Laura Fumagalli, Sonia Iacono, Eleonora Lascala, Marina Millanta, Manuela Monticelli, Anna Pernice, Valentina Piroli, Aleksandra Vujović. Entrenador: Pietro Carlini; Manrico Vaiani (des del 24 de desembre de 2004). Assistent: Giorgio Barria.
- 2005-06: Samantha Brincat, Ekaterina Dimitrova, Sara Farris, Silvia Favento, Fabiana Galluccio, Sonia Iacono, Jennifer Lacy, Tatiana Martellini, Manuela Monticelli, Anna Pernice, Valentina Piroli, Laura Ponziani, Holly Robertson, Patrizia Tanda. Entrenador: Miroslav Popov. Assistent: Giorgio Barria.
- 2006-07: Sarah Austmann, Raffaela De Rosa, Ekaterina Dimitrova, Silvia Favento, Fabiana Galluccio, Petra Maňáková (fino al 6 gennaio), Tatiana Martellini, Manuela Monticelli, Barbara Negri, Silvia Passon, Valentina Piroli, Laura Ponziani, Emma Randall, Holly Robertson, Patrizia Tanda. Entrenador: Miroslav Popov. Assistent: Giorgio Barria (fins al febrer de 2007); Francesco Palumbo (des del març de 2007).
- 2007-08: Federica Casula (fins al 27 desembre 2007), Loredana Costantino (des de gener de 2008), Paola Cucchiara, Barbara Cuccu, Federica Fazio, Teresa Freschi, Fabiana Galluccio, Valentina Ledda, Tatiana Martellini, Manuela Monticelli, Barbara Negri, Anna Pernice, Valentina Piroli, Laura Ponziani, Patrizia Tanda, Marta Tarantino. Entrenador: Francesco Palumbo (fins al desembre 2007); Giorgio Barria (des del desembre 2007). Assistent: Giorgio Barria (fins al desembre 2007).
- 2008-09: Sara Azzellini, Federica Bardino, Giorgia Belfiore, Paola Cucchiara, Giulia Dessole, Simona Giglio Tos, Eleonora Lascala, Tatiana Martellini, Manuela Monticelli, Barbara Negri, Annalisa Profetti, Veronica Sanna, Roksana Jordanova. Entrenador: Giuseppe Mulas (fins al desembre 2008); Giorgio Barria (des del desembre 2008). Assistent: Giorgio Barria (fins al desembre 2008).
- 2009-10: Sara Azzellini, Marcella Barlassina, Laura Carta, Paola Cucchiara, Sara D'Angelo, Valentina Fabbri (des del 26 de gener 2010), Maria Giulia Forni, Daniela Georgieva, Eleonora Lascala, Tatiana Martellini, Manuela Monticelli, Barbara Negri, Francesca Rosellini (fino al 20 gennaio 2010), Maria Grazia Serano. Entrenador: Andrea Carosi. Assistents: Giorgio Barria i Francesco Barracu.
- 2010-11: Elena Bardino, Valentina Corà (fino al 3 novembre 2010), Giulia Crestani, Paola Cucchiara, Sara Farris (des del 5 de gener 2011), Costanza Giorgi, Valentina Ledda, Elisabetta Linguaglossa, Ilenia Loriga, Silvia Mazzoni, Manuela Monticelli, Stella Panella, Marisabel Santabarbara, Radostina Slavova. Entrenador: Andrea Carosi. Assistent: Giorgio Barria.
- 2011-12: Elena Bardino, Luisa Carraro, Paola Cucchiara, Elisa Donati, Maria Giulia Forni, Fabiana Galluccio, Costanza Giorgi, Ilenia Loriga, Roberta Martelliano, Cristina Mei, Manuela Monticelli, Jessica Nali (des del 23 d’octubre 2011), Federica Prota, Francesca Rosellini (dal 6 gennaio 2012), Veronica Sanna, Maria Grazia Serano (des del 29 febrer 2012), Radostina Slavova, Valentina Sini. Entrenador: Andrea Paccariè. Assistente: Giorgio Barria, Preparador físic: Marco Pinna.
- 2012-13: Sara Azzellini, Elena Bardino, Francesca Boi, Elisa Caneo, Alejandra Chesta, Daniela Deriu, Sara Farris, Sara Giari, Costanza Giorgi, Alexandra Petrova, Chiara Prota, Federica Prota, Francesca Rosellini, Marika Zanardi. Entrenador: Claudio Cau. Assistents: Giorgio Barria e Manuela Monticelli, Preparador físic: Marco Pinna.
- 2013-14: Sara Azzellini, Elena Bardino, Francesca Boi, Gaia Bonaiuto, Elisa Caneo, Daniela Deriu, Eleonora Di Mauro, Sara Farris, Delia Gagliano, Costanza Giorgi, Ilenia Loriga, Giulia Martinelli, Alexandra Petrova, Carolina Pinna, Chiara Prota, Alessia Sechi, Giulia Sias, Claudia Trubia, Marika Zanardi. Entrenador: Claudio Cau; Daniele Cordeschi (dal 1º novembre 2013). ViceEntrenador: Giorgio Barria. Assistente: Manuela Monticelli, Preparador físic: Marco Pinna.
- 2014-15: Sara Azzellini, Francesca Boi, Gaia Bonaiuto, Elisa Caneo, Delia Gagliano, Giulia Martinelli, Alexandra Petrova, Carla Spiga, Giulia Sias, Claudia Trubia, Lucrezia Zanetti, Marta Solinas, Giulia Canu, Fabia Canu, Érica Sánchez. Entrenador: Daniele Cordeschi. Vice-Entrenador: Marcello Torre. Assistent: Manuela Monticelli. Preparador físic: Marco Pinna.
- 2015-16: Sara Azzellini, Francesca Boi, Gaia Bonaiuto, Alexandra Petrova, Giulia Sias, Marta Solinas, Giulia Canu, Fabia Canu, Giulia Canu, Diarra Sow, Alessia Piras, Giada Zinchiri, Viviana Manconi, Carla Spiga, Martina Pulina. Entrenador: Manuela Monticelli. Preparador físic: Francesco De Rosa
- 2016-17: Sara Azzellini, Aleksandra Petrova, Marta Solinas, Giulia Canu, Giulia Canu, Diarra Sow, Alessia Piras, Giada Zinchiri, Viviana Manconi, Carla Spiga, Iva Georgieva, Chiara Flauret, Camilla Barbone, Chiara Marini, Laura Ponziani, Elisa Lubrano, Marianna Milia.Entrenador: Manuela Monticelli. Preparador físic: Francesco De Rosa
- 2017-18: Sara Azzellini, Francesca Boi, Aleksandra Petrova, Sara Saias, Marta Solinas, Giulia Canu, Arianna Beretta, Veronika Dzhikova, Giulia Canu, Diarra Sow, Alessia Piras, Giada Zinchiri, Viviana Manconi, Elisa Lubrano, Marianna Milia. Entrenador: Claudio Cau. Assistent: Manuela Monticelli. Preparador físic: Francesco De Rosa
- 2018-19: Anastasia Kaleva, Carla Spiga, Alessia Satta, Alessia Corbia, Giada Zidda, Ivona Kozhobashiovska, Tijana Mitreva, Marta Solinas, Giulia Canu, Veronica Monti, Martina Idili, Chiara Obinu, Giada Zinchiri, Elisa Lubrano, Marianna Milia.Entrenadora: Manuela Monticelli. Preparador físic: Francesco De Rosa